# Pterolophia robustior
Pterolophia robustior là một loài bọ cánh cứng trong họ Cerambycidae.